# August Kop
August Kop   (Purmerend, 5 de maig de 1904 - Pekanbaru, 30 d'abril de 1945) va ser un jugador d'hoquei sobre herba neerlandès que va competir durant la dècada de 1920.
El 1928 va prendre part en els Jocs Olímpics d'Amsterdam, on va guanyar la medalla de plata com a membre de l'equip neerlandès en la competició d'hoquei sobre herba.
Va morir al camp de concentració japonès de Pakan Baroe en la construcció del ferrocarril de Sumatra.